# Гурін Сергій Геннадійович
Сергі́й Генна́дійович Гу́рін (* 19 жовтня 1971, Улан-Уде) — полковник Збройних сил України.

## Життєпис
З 1986 по 1988 роки навчався в Київському суворовському училищі.
Працював у службі безпеки шейха, королівство Саудівська Аравія. В серпні 2014 року прибув додому у відпустку, за один день мобілізований. Зателефонував до Саудівської Аравії, там відповіли: «Ми все розуміємо, це — джихад — священна війна. Тому контракт не розриваємо, повернешся після закінчення війни».
В часі боїв за Донецький аеропорт — начальник штабу батальйону 80-ї бригади.
Станом на грудень 2015 Сергій Гурін у чині підполковника був командиром 122-го окремого аеромобільного батальйону 81-ї аеромобільної бригади.
З 26 травня 2017 року — начальник 199-го Навчального центру Високомобільних десантних військ Збройних Сил України.

## Нагороди
- Орден Богдана Хмельницького III ступеня (31.7.2015) — «за особисту мужність і високий професіоналізм, виявлені у захисті державного суверенітету та територіальної цілісності України, вірність військовій присязі».[2]